# Методологія історії
Методологія історичної науки (історії) — спеціальна історична дисципліна, яка визначає її предмет і об'єкт, ціль пізнання, вивчає науковий і соціальний статус історичної науки, її дисциплінарну будову, теорію історичного пізнання (включаючи загальфілософські, гносеологічні й епістомологічні основи, принципи, рівні, види й методи історичного пізнання). Вивчає специфіку основних теоретико-методологічних напрямків в історичній науці, різних історичних наукових шкіл. Формує науково-пізнавальні передумови для здійснення конкретно-історичних досліджень.
До основних методів історичного дослідження належать:
- метод періодизації,
- історико-генетичний метод[1],
- історико-порівняльний метод[2],
- історико-типологічний метод,
- історико-системний метод.

## Апріорність в методології історії
Людвіг фон Мізес, визначаючи співвідношення між історичними фактами та апріорним знанням у «Людській діяльності» пише:
Історія не може дати нам жодного загального правила, принципу, закону. Не існує способів вивести апостеріорі з історичного досвіду будь-які теорії чи теореми щодо людської поведінки та установок. Історичні дані залишалися б просто хаотичною колекцією не пов'язаних одна з одною подій, якби не прояснялися, упорядковувалися, інтерпретувалися систематичним праксеологічним знанням.